# Bufo arabicus
A Bufo arabicus (arab varangy) a kétéltűek (Amphibia) osztályának a békák vagy farkatlan kétéltűek (Anura vagy Salientia) rendjéhez, ezen belül a varangyfélék (Bufonidae) családjához tartozó faj. Egyes szerzők a zöld varangy (Bufo viridis) alfajának tartották.

## Előfordulása
Az Arab-félszigeten él több, össze nem függő területen. Szaúd-Arábia vörös-tengeri parti sávjában észak- és délnyugaton, a belső tartományok oázisaiban, valamint a Faraszán-szigeteken, Jemen délnyugati részén, illetve Omán és az Egyesült Arab Emírségek északi vidékén fordul elő. Bármilyen nyílt vízfelület közelében megtelepszik, legyen az öntözőcsatorna, kerti tó vagy oázisban csörgedező patak. Legmagasabb feljegyzett előfordulása 2300 méteres tengerszint feletti magasságon volt.

## Megjelenése
Az arab varangyok kerek fejű, nagy szemű állatok, szemük mögött helyezkedik el kis dobhártyájuk. Színük változatos, a zöldtől a sárgáson és a barnán át a szürkéig terjedhet; a hátukat rendszerint aranyszínű pettyek díszítik. A nőstények jóval nagyobbak a hímeknél.

## Életmódja
A faj éjjel és nappal is aktív, de az erős napsütés elől nedves hasadékokba rejtőzik, ahol gyakorta csoportosan látható. Szárazság esetén a varangyok beássák magukat a földbe, és a hibernációhoz hasonló esztiváció inaktív állapotába kerülnek. Az ilyen időszakok akár három évig is tarthatnak. A varangyok a legkisebb csapadék megjelenésére is aktivizálódnak, ilyenkor szintén nagyobb csoportokba verődhet össze. Táplálékául elsősorban ízeltlábúakból áll, de szárazság esetén csapdába esett kisebb halakat is elfogyaszt. Jellemző a kannibalizmus is: alkalomadtán fiatalabb fajtársait is megeszi. A ragadozók ellen rejtőszínével és bőrének méregtermelésével védekezik, bár ez utóbbi sem a rá vadászó kígyókra, sem a Brandt-sünökre (Paraechinus hypomelas) nem ártalmas.

## Szaporodása
Szaporodásra bármikor sor kerülhet, ilyenkor jellegzetes „kraaa” hangot hallat. A nőstény fekete petéit gyöngysorra emlékeztető fonalakban rakja le álló- vagy lassú folyású vízbe. Időszakos vizekben közvetlenül esőzések után kerül sor a párzásra, hogy az ebihalak kifejlődhessenek a víz kiszáradása előtt.

## Természetvédelmi helyzete
Az arab varangyok állományát legfeljebb a szárazságok befolyásolhatják károsan. Széles körű elterjedésének és alkalmazkodóképességének köszönhetően nem fenyegeti veszély a Természetvédelmi Világszövetség értékelése szerint. Oltalmat csak a szaúdi Faraszán-szigeteken létrehozott rezervátumban élvez.